# Hermogen (Siery)
Hermogen, imię świeckie Władimir Iwanowicz Siery (ur. 22 lutego 1973 w Piatiletce) – rosyjski biskup prawosławny.

## Życiorys
Chrzest przyjął w wieku dziewiętnastu lat, w soborze Wniebowstąpienia Pańskiego w Nowosybirsku. W 1995 ukończył studia na Nowosybirskim Państwowym Uniwersytecie Rolniczym, ze specjalnością agronom-selekcjoner. Po ukończeniu studiów kontynuował naukę w aspiranturze na uczelni, zakończoną w 1997. Od 1995 do 1997 był młodszym pracownikiem naukowym w laboratorium selekcji i genetyki przy Syberyjskim Instytucie Naukowym Uprawy i Selekcji Roślin, równocześnie służył do Świętej Liturgii w cerkwi Kazańskiej Ikony Matki Bożej w Krasnoobsku. Od jesieni 1995 był również studentem Instytutu Teologicznego w Nowosybirsku.
W 1997 podjął naukę w seminarium duchownym w Tobolsku, ukończoną w 2001 (dysertację końcową obronił w 2002). W czasie nauki, 17 grudnia 1999, w soborze Opieki Matki Bożej w Tobolsku, złożył przed arcybiskupem tobolskim i tiumeńskim Dymitrem wieczyste śluby mnisze, przyjmując imię zakonne Hermogen na cześć świętego biskupa tobolskiego i nowomęczennika Hermogena. 26 grudnia 1999 z rąk biskupa Dymitra przyjął święcenia diakońskie, zaś 26 listopada 2000 ten sam hierarcha wyświęcił go w soborze Mądrości Bożej i Zaśnięcia Matki Bożej w Tobolsku na kapłana. Od 2000 do 2002 był sekretarzem i referentem eparchii tobolskiej i tiumeńskiej, w 2001 prowadził w seminarium duchownym w Tobolsku zajęcia z patrologii, zaś od 2002 pełnił obowiązki ekonoma eparchii. 4 sierpnia tego samego roku został p.o. inspektora seminarium duchownego w Tobolsku. 14 sierpnia 2003 został prorektorem seminarium ds. wychowawczych. W tym samym roku otrzymał godność ihumena.
W 2005 zakończył pełnienie obowiązków prorektora i został dziekanem monasteru Abałackiej Ikony Matki Bożej „Znak” w Abałaku, zaś w roku następnym – p.o. jego namiestnika. Od 2006 kierował komisją ds. monasterów działających w strukturach eparchii tobolskiej. W grudniu 2006 Święty Synod Rosyjskiego Kościoła Prawosławnego potwierdził powierzenie mu funkcji namiestnika monasteru w Abałaku. Od 2010 był także prorektorem seminarium duchownego w Tobolsku.
Równocześnie w latach 2003–2007 ukończył wyższe studia teologiczne na Moskiewskiej Akademii Duchownej. Pracę końcową poświęcił historii seminarium duchownego w Tobolsku. Nadal pracuje nad dysertacją kandydacką.
16 lipca 2013 otrzymał nominację na biskupa miczuryńskiego i morszańskiego. W związku z tym w sierpniu tego samego roku został podniesiony do godności archimandryty. Jego chirotonia biskupia odbyła się 27 września 2013 w cerkwi św. Mikołaja w Moskwie, przy ul. Bolszaja Ordynka.